# Mistrzostwa Świata Kadetów w Piłce Siatkowej 2015
Mistrzostwa Świata Kadetów w Piłce Siatkowej 2015 odbywają się w Argentynie w dniach 14 sierpnia - 23 sierpnia 2015. Zespoły rywalizowały w miejscowościach Resistencia i Corrientes.

## Kwalifikacje
| Metoda kwalifikacji                                                                | Data przeprowadzenia  | Gospodarz       | Miejsc | Zakwalifikowani                            |
| ---------------------------------------------------------------------------------- | --------------------- | --------------- | ------ | ------------------------------------------ |
| Gospodarz                                                                          |                       |                 | 1      | Argentyna                                  |
| Mistrzostwa Ameryki Północnej, Środkowej i Karaibów Kadetów w Piłce Siatkowej 2014 | 12 - 20 lipca 2014    | Tulsa           | 3      | Stany Zjednoczone Kuba Meksyk              |
| Mistrzostwa Azji Kadetów w Piłce Siatkowej 2014                                    | 5 - 13 września 2014  | Kolombo         | 4      | Iran Japonia Chiny Chińskie Tajpej         |
| Mistrzostwa Ameryki Południowej Kadetów w Piłce Siatkowej 2012                     | 10 - 13 września 2014 | Paipa           | 1      | Brazylia                                   |
| Mistrzostwa Afryki Kadetów w Piłce Siatkowej 2015                                  | 21 - 24 stycznia 2015 | Kelibia         | 1      | Egipt                                      |
| Mistrzostwa Europy Kadetów w Piłce Siatkowej 2015                                  | 4 - 12 kwietnia 2015  | Kocaeli Sakarya | 6      | Polska Włochy Turcja Niemcy Rosja Bułgaria |
| Ranking FIVB                                                                       |                       |                 | 3      | Chile Francja Belgia                       |
| NORCECA                                                                            |                       |                 | 1      | Portoryko                                  |
| Razem                                                                              |                       |                 | 20     |                                            |

## System rozgrywek
W turnieju bierze udział 20 drużyn podzielonych na 4 grupy po 5 zespołów w każdej. Drużyny w grupach rozgrywają ze sobą mecze systemem każdy z każdym. Po pierwszej fazie z walki o medale odpada 1 najsłabsza drużyna z każdej grupy. Zespoły te walczą o miejsca 17-20. Pozostałe drużyny awansują do 1/8 finału. Zwycięscy 1/8 finału walczą systemem pucharowym o miejsca 1-8 a przegrani o miejsca 9-16.

## Podział na grupy
Losowanie odbyło się w miejscowości Resistencia 24 czerwca 2015. W nawiasach miejsce w rankingu FIVB, który obowiązywał podczas losowania z dnia 23 kwietnia 2015. Najlepsze reprezentacja zostały do grup na zasadzie serpentyny. Reprezentacja Argentyny jako gospodarz został rozstawiony z najwyższym numerem mimo zajmowania w rankingu FIVB pozycji nr 6.
| Grupa A               | Grupa B     | Grupa C              | Grupa D        |
| --------------------- | ----------- | -------------------- | -------------- |
| Argentyna (6)         | Chiny (1)   | Iran (3)             | Rosja (2)      |
| Stany Zjednoczone (8) | Kuba (7)    | Polska (5)           | Brazylia (4)   |
| Francja (13)          | Meksyk (10) | Chile (9)            | Japonia (10)   |
| Belgia (14)           | Egipt (23)  | Chińskie Tajpej (19) | Portoryko (19) |
| Turcja (12)           | Włochy (35) | Bułgaria (24)        | Niemcy (42)    |

## Pierwsza runda

### Grupa A
| Lp. | Drużyna           | Mecze | Mecze   | Mecze   | Pkt | Sety | Sety | Sety  | Małe punkty | Małe punkty | Małe punkty |
| Lp. | Drużyna           | M     | W (3:2) | P (2:3) | Pkt | wyg. | prz. | ratio | zdob.       | str.        | ratio       |
| --- | ----------------- | ----- | ------- | ------- | --- | ---- | ---- | ----- | ----------- | ----------- | ----------- |
| 1   | Stany Zjednoczone | 4     | 4 (2)   | 0 (0)   | 10  | 12   | 5    | 2.400 | 388         | 363         | 1.069       |
| 2   | Argentyna         | 4     | 3 (1)   | 1 (0)   | 8   | 9    | 7    | 1.286 | 373         | 356         | 1.048       |
| 3   | Turcja            | 4     | 2 (1)   | 2 (0)   | 5   | 9    | 7    | 1.286 | 354         | 345         | 1.026       |
| 4   | Francja           | 4     | 1 (1)   | 3 (0)   | 2   | 5    | 10   | 0.500 | 350         | 372         | 0.941       |
| 5   | Belgia            | 4     | 0 (0)   | 4 (1)   | 1   | 1    | 12   | 0.083 | 369         | 398         | 0.927       |

Źródło: fivb.org
Punktacja: 3:0 i 3:1 – 3 pkt; 3:2 – 2 pkt; 2:3 – 1 pkt; 1:3 i 0:3 – 0 pkt
Zasady ustalania kolejności: 1. liczba zwycięstw; 2. liczba punktów; 3. stosunek setów; 4. stosunek małych punktów; 5. bilans w bezpośrednich meczach
     awans do 1/8 finału
     mecze o miejsca 17-20

#### Wyniki spotkań
| Data  | Godz. | Drużyna 1         | Wynik | Drużyna 2         | 1     | 2     | 3     | 4     | 5     | Widzów | *  |
| ----- | ----- | ----------------- | ----- | ----------------- | ----- | ----- | ----- | ----- | ----- | ------ | -- |
| 14.08 | 17:30 | Stany Zjednoczone | 3:2   | Turcja            | 25:18 | 18:25 | 26:24 | 22:25 | 15:13 | 800    | 1  |
| 14.08 | 21:00 | Francja           | 2:3   | Argentyna         | 25:16 | 23:25 | 27:25 | 27:29 | 12:15 | 3500   | 3  |
| 15.08 | 17:30 | Francja           | 0:3   | Turcja            | 20:25 | 22:25 | 12:25 |       |       | 900    | 9  |
| 15.08 | 21:00 | Belgia            | 2:3   | Stany Zjednoczone | 20:25 | 25:17 | 18:25 | 25:21 | 17:19 | 850    | 11 |
| 16.08 | 17:30 | Belgia            | 1:3   | Francja           | 22:25 | 25:21 | 22:25 | 19:25 |       | 1500   | 17 |
| 16.08 | 21:00 | Argentyna         | 3:1   | Turcja            | 22:25 | 25:18 | 25:18 | 25:17 |       | 4000   | 19 |
| 17.08 | 17:30 | Stany Zjednoczone | 3:1   | Francja           | 26:24 | 25:21 | 23:25 | 25:16 |       | 2500   | 25 |
| 17.08 | 21:00 | Belgia            | 1:3   | Argentyna         | 23:25 | 20:25 | 26:24 | 19:25 |       | 3300   | 27 |
| 18.08 | 17:30 | Belgia            | 1:3   | Turcja            | 22:25 | 25:21 | 23:25 | 18:25 |       | 1000   | 35 |
| 18.08 | 21:00 | Stany Zjednoczone | 3:0   | Argentyna         | 25:20 | 26:24 | 25:23 |       |       | 2000   | 33 |

### Grupa B
| Lp. | Drużyna | Mecze | Mecze   | Mecze   | Pkt | Sety | Sety | Sety  | Małe punkty | Małe punkty | Małe punkty |
| Lp. | Drużyna | M     | W (3:2) | P (2:3) | Pkt | wyg. | prz. | ratio | zdob.       | str.        | ratio       |
| --- | ------- | ----- | ------- | ------- | --- | ---- | ---- | ----- | ----------- | ----------- | ----------- |
| 1   | Włochy  | 4     | 3 (0)   | 1 (1)   | 10  | 11   | 5    | 2.200 | 369         | 312         | 1.183       |
| 2   | Chiny   | 4     | 3 (1)   | 1 (0)   | 8   | 10   | 5    | 2.000 | 349         | 322         | 1.084       |
| 3   | Kuba    | 4     | 2 (0)   | 2 (0)   | 6   | 7    | 7    | 1.000 | 311         | 312         | 0.997       |
| 4   | Meksyk  | 4     | 2 (0)   | 2 (0)   | 6   | 7    | 7    | 1.000 | 317         | 329         | 0.964       |
| 5   | Egipt   | 4     | 0 (0)   | 4 (0)   | 0   | 1    | 12   | 0.083 | 252         | 323         | 0.780       |

Źródło: fivb.org
Punktacja: 3:0 i 3:1 – 3 pkt; 3:2 – 2 pkt; 2:3 – 1 pkt; 1:3 i 0:3 – 0 pkt
Zasady ustalania kolejności: 1. liczba zwycięstw; 2. liczba punktów; 3. stosunek setów; 4. stosunek małych punktów; 5. bilans w bezpośrednich meczach
     awans do 1/8 finału
     mecze o miejsca 17-20

#### Wyniki spotkań
| Data  | Godz. | Drużyna 1 | Wynik | Drużyna 2 | 1     | 2     | 3     | 4     | 5     | Widzów | *  |
| ----- | ----- | --------- | ----- | --------- | ----- | ----- | ----- | ----- | ----- | ------ | -- |
| 14.08 | 09:00 | Kuba      | 0:3   | Włochy    | 17:25 | 17:25 | 16:25 |       |       | 350    | 5  |
| 14.08 | 11:15 | Meksyk    | 3:0   | Egipt     | 25:22 | 25:20 | 25:22 |       |       | 420    | 7  |
| 15.08 | 09:00 | Meksyk    | 1:3   | Włochy    | 17:25 | 25:21 | 19:25 | 18:25 |       | 300    | 13 |
| 15.08 | 11:30 | Chiny     | 1:3   | Kuba      | 15:25 | 22:25 | 25:18 | 22:25 |       | 500    | 15 |
| 16.08 | 09:00 | Chiny     | 3:0   | Meksyk    | 26:24 | 25:17 | 25:21 |       |       | 150    |    |
| 16.08 | 11:00 | Egipt     | 1:3   | Włochy    | 16:25 | 25:20 | 12:25 | 19:25 |       | 300    | 23 |
| 17.08 | 09:00 | Chiny     | 3:0   | Egipt     | 26:24 | 27:25 | 25:15 |       |       | 150    | 29 |
| 17.08 | 11:00 | Kuba      | 1:3   | Meksyk    | 25:27 | 20:25 | 26:24 | 22:25 |       | 500    | 31 |
| 18.08 | 09:00 | Kuba      | 3:0   | Egipt     | 25:19 | 25:20 | 25:13 |       |       | 250    | 37 |
| 18.08 | 11:00 | Chiny     | 3:2   | Włochy    | 26:24 | 22:25 | 22:25 | 25:15 | 16:14 | 200    | 39 |

### Grupa C
| Lp. | Drużyna         | Mecze | Mecze   | Mecze   | Pkt | Sety | Sety | Sety  | Małe punkty | Małe punkty | Małe punkty |
| Lp. | Drużyna         | M     | W (3:2) | P (2:3) | Pkt | wyg. | prz. | ratio | zdob.       | str.        | ratio       |
| --- | --------------- | ----- | ------- | ------- | --- | ---- | ---- | ----- | ----------- | ----------- | ----------- |
| 1   | Polska          | 4     | 4 (0)   | 0 (0)   | 12  | 12   | 2    | 6.000 | 344         | 284         | 1.211       |
| 2   | Iran            | 4     | 3 (0)   | 1 (0)   | 9   | 10   | 4    | 2.500 | 333         | 265         | 1.257       |
| 3   | Bułgaria        | 4     | 2 (1)   | 2 (0)   | 5   | 8    | 8    | 1.000 | 346         | 361         | 0.958       |
| 4   | Chile           | 4     | 1 (1)   | 3 (0)   | 2   | 3    | 11   | 0.273 | 269         | 330         | 0.815       |
| 5   | Chińskie Tajpej | 4     | 0 (0)   | 4 (2)   | 2   | 4    | 12   | 0.333 | 316         | 368         | 0.859       |

Źródło: fivb.org
Punktacja: 3:0 i 3:1 – 3 pkt; 3:2 – 2 pkt; 2:3 – 1 pkt; 1:3 i 0:3 – 0 pkt
Zasady ustalania kolejności: 1. liczba zwycięstw; 2. liczba punktów; 3. stosunek setów; 4. stosunek małych punktów; 5. bilans w bezpośrednich meczach
     awans do 1/8 finału
     mecze o miejsca 17-20

#### Wyniki spotkań
| Data  | Godz. | Drużyna 1       | Wynik | Drużyna 2       | 1     | 2     | 3     | 4     | 5     | Widzów | *  |
| ----- | ----- | --------------- | ----- | --------------- | ----- | ----- | ----- | ----- | ----- | ------ | -- |
| 14.08 | 09:03 | Chile           | 3:2   | Chińskie Tajpej | 22:25 | 25:22 | 23:25 | 25:19 | 16:14 | 2000   | 4  |
| 14.08 | 11:50 | Polska          | 3:1   | Bułgaria        | 25:18 | 23:25 | 25:23 | 25:22 |       | 1000   | 2  |
| 15.08 | 09:00 | Chile           | 0:3   | Bułgaria        | 19:25 | 15:25 | 22:25 |       |       | 400    | 10 |
| 15.08 | 11:00 | Iran            | 1:3   | Polska          | 25:20 | 24:26 | 18:25 | 15:25 |       | 2000   | 12 |
| 16.08 | 09:00 | Chińskie Tajpej | 2:3   | Bułgaria        | 25:23 | 25:16 | 19:25 | 26:28 | 11:15 | 300    | 20 |
| 16.08 | 11:45 | Iran            | 3:0   | Chile           | 25:11 | 25:14 | 25:21 |       |       | 2100   | 18 |
| 17.08 | 09:00 | Polska          | 3:0   | Chile           | 25:14 | 25:19 | 25:23 |       |       | 200    | 28 |
| 17.08 | 11:10 | Iran            | 3:0   | Chińskie Tajpej | 25:15 | 25:16 | 25:16 |       |       | 250    | 26 |
| 18.08 | 09:00 | Iran            | 3:1   | Bułgaria        | 25:20 | 25:14 | 26:28 | 25:14 |       | 500    | 36 |
| 18.08 | 11:35 | Polska          | 3:0   | Chińskie Tajpej | 25:21 | 25:20 | 25:17 |       |       | 500    | 34 |

### Grupa D
| Lp. | Drużyna   | Mecze | Mecze   | Mecze   | Pkt | Sety | Sety | Sety  | Małe punkty | Małe punkty | Małe punkty |
| Lp. | Drużyna   | M     | W (3:2) | P (2:3) | Pkt | wyg. | prz. | ratio | zdob.       | str.        | ratio       |
| --- | --------- | ----- | ------- | ------- | --- | ---- | ---- | ----- | ----------- | ----------- | ----------- |
| 1   | Brazylia  | 4     | 4 (1)   | 0 (0)   | 11  | 12   | 3    | 4.000 | 352         | 286         | 1.231       |
| 2   | Rosja     | 4     | 3 (0)   | 1 (0)   | 9   | 10   | 3    | 3.333 | 321         | 275         | 1.167       |
| 3   | Niemcy    | 4     | 2 (1)   | 2 (1)   | 6   | 8    | 8    | 1.000 | 353         | 357         | 0.989       |
| 4   | Japonia   | 4     | 1 (1)   | 3 (1)   | 3   | 5    | 11   | 0.455 | 322         | 352         | 0.915       |
| 5   | Portoryko | 4     | 0 (0)   | 4 (1)   | 1   | 2    | 12   | 0.167 | 257         | 335         | 0.767       |

Źródło: fivb.org
Punktacja: 3:0 i 3:1 – 3 pkt; 3:2 – 2 pkt; 2:3 – 1 pkt; 1:3 i 0:3 – 0 pkt
Zasady ustalania kolejności: 1. liczba zwycięstw; 2. liczba punktów; 3. stosunek setów; 4. stosunek małych punktów; 5. bilans w bezpośrednich meczach
     awans do 1/8 finału
     mecze o miejsca 17-20

#### Wyniki spotkań
| Data  | Godz. | Drużyna 1 | Wynik | Drużyna 2 | 1     | 2     | 3     | 4     | 5     | Widzów | *  |
| ----- | ----- | --------- | ----- | --------- | ----- | ----- | ----- | ----- | ----- | ------ | -- |
| 14.08 | 17:30 | Japonia   | 3:2   | Portoryko | 25:16 | 23:25 | 18:25 | 25:18 | 15:10 | 2500   | 8  |
| 14.08 | 11:00 | Brazylia  | 3:2   | Niemcy    | 20:25 | 25:20 | 20:25 | 25:20 | 15:9  | 3500   | 6  |
| 15.08 | 17:31 | Japonia   | 2:3   | Niemcy    | 25:23 | 24:26 | 24:26 | 25:18 | 9:15  | 4600   | 14 |
| 15.08 | 21:00 | Rosja     | 1:3   | Brazylia  | 25:22 | 21:25 | 19:25 | 23:25 |       | 4700   | 16 |
| 16.08 | 17:30 | Rosja     | 3:0   | Japonia   | 25:20 | 25:16 | 25:17 |       |       | 3500   | 22 |
| 16.08 | 21:00 | Portoryko | 0:3   | Niemcy    | 18:25 | 27:29 | 17:25 |       |       | 4000   | 24 |
| 17.08 | 17:30 | Rosja     | 3:0   | Portoryko | 25:15 | 25:20 | 25:23 |       |       | 4000   | 30 |
| 17.08 | 21:00 | Brazylia  | 3:0   | Japonia   | 25:18 | 25:21 | 25:17 |       |       | 4000   | 32 |
| 18.08 | 17:30 | Rosja     | 3:0   | Niemcy    | 25:22 | 25:14 | 33:31 |       |       | 4000   | 40 |
| 18.08 | 21:00 | Brazylia  | 3:0   | Portoryko | 25:14 | 25:14 | 25:15 |       |       | 3500   | 38 |

## Runda pucharowa

### Mecze o miejsca 17-20
| Lp. | Drużyna         | Mecze | Mecze   | Mecze   | Pkt | Sety | Sety | Sety  | Małe punkty | Małe punkty | Małe punkty |
| Lp. | Drużyna         | M     | W (3:2) | P (2:3) | Pkt | wyg. | prz. | ratio | zdob.       | str.        | ratio       |
| --- | --------------- | ----- | ------- | ------- | --- | ---- | ---- | ----- | ----------- | ----------- | ----------- |
| 1   | Belgia          | 3     | 3 (1)   | 0 (0)   | 8   | 9    | 2    | 4.500 | 259         | 202         | 1.282       |
| 2   | Chińskie Tajpej | 3     | 2 (1)   | 1 (0)   | 5   | 6    | 6    | 1.000 | 259         | 275         | 0.942       |
| 3   | Portoryko       | 3     | 1 (0)   | 2 (2)   | 5   | 7    | 6    | 1.167 | 280         | 286         | 0.979       |
| 4   | Egipt           | 3     | 0 (0)   | 3 (0)   | 0   | 1    | 9    | 0.111 | 213         | 248         | 0.859       |

Źródło: fivb.org
Punktacja: 3:0 i 3:1 – 3 pkt; 3:2 – 2 pkt; 2:3 – 1 pkt; 1:3 i 0:3 – 0 pkt
1. większa liczba wygranych meczów; 2. liczba zdobytych punktów; 3. wyższy stosunek setów; 4. wyższy stosunek małych punktów; 5. mecze bezpośrednie.
     awans do 1/8 finału
| Data  | Godz. | Drużyna 1       | Wynik | Drużyna 2       | 1     | 2     | 3     | 4     | 5     | Widzów | *  |
| ----- | ----- | --------------- | ----- | --------------- | ----- | ----- | ----- | ----- | ----- | ------ | -- |
| 19.08 | 15:00 | Chińskie Tajpej | 3:2   | Portoryko       | 24:26 | 32:34 | 25:20 | 25:17 | 16:14 | 250    | 49 |
| 19.08 | 15:00 | Belgia          | 3:0   | Egipt           | 28:26 | 25:21 | 25:19 |       |       | 200    | 50 |
| 21.08 | 11:00 | Egipt           | 0:3   | Portoryko       | 22:25 | 21:25 | 15:25 |       |       | 350    | 59 |
| 21.08 | 11:00 | Belgia          | 3:0   | Chińskie Tajpej | 25:11 | 25:9  | 25:22 |       |       | 500    | 60 |
| 22.08 | 11:00 | Portoryko       | 2:3   | Belgia          | 25:21 | 20:25 | 25:20 | 17:25 | 7:15  |        | 69 |
| 22.08 | 11:00 | Chińskie Tajpej | 3:1   | Egipt           | 19:25 | 25:17 | 26:24 | 25:23 |       |        | 70 |

### 1/8 finału
| Data  | Godz. | Drużyna 1         | Wynik | Drużyna 2 | 1     | 2     | 3     | 4     | 5     | Widzów | *  |
| ----- | ----- | ----------------- | ----- | --------- | ----- | ----- | ----- | ----- | ----- | ------ | -- |
| 19.08 | 09:00 | Włochy            | 3:2   | Francja   | 25:15 | 19:25 | 21:25 | 25:21 | 15:11 | 500    | 41 |
| 19.08 | 09:00 | Iran              | 3:0   | Niemcy    | 25:14 | 25:18 | 25:22 |       |       | 400    | 42 |
| 19.08 | 11:00 | Polska            | 3:1   | Japonia   | 20:25 | 25:15 | 25:11 | 25:13 |       | 350    | 44 |
| 19.08 | 12:00 | Chiny             | 3:0   | Turcja    | 25:19 | 25:22 | 25:20 |       |       | 80     | 43 |
| 19.08 | 17:30 | Stany Zjednoczone | 3:0   | Meksyk    | 25:18 | 25:16 | 25:22 |       |       | 250    | 48 |
| 19.08 | 18:07 | Brazylia          | 3:0   | Chile     | 25:16 | 25:16 | 25:17 |       |       | 700    | 45 |
| 19.08 | 20:15 | Rosja             | 3:1   | Bułgaria  | 25:20 | 25:19 | 23:25 | 25:17 |       | 1800   | 47 |
| 19.08 | 21:00 | Argentyna         | 3:0   | Kuba      | 26:24 | 25:20 | 25:19 |       |       | 1200   | 46 |

### Mecze o miejsca 9-16
| Data  | Godz. | Drużyna 1 | Wynik | Drużyna 2 | 1     | 2     | 3     | 4     | 5     | Widzów | *  |
| ----- | ----- | --------- | ----- | --------- | ----- | ----- | ----- | ----- | ----- | ------ | -- |
| 21.08 | 14:30 | Bułgaria  | 3:0   | Meksyk    | 25:19 | 25:18 | 25:23 |       |       | 400    | 58 |
| 21.08 | 16:30 | Chile     | 0:3   | Kuba      | 17:25 | 14:25 | 23:25 |       |       | 600    | 56 |
| 21.08 | 19:00 | Turcja    | 3:1   | Japonia   | 25:21 | 25:22 | 16:25 | 25:19 |       | 3500   | 54 |
| 21.08 | 21:00 | Francja   | 3:2   | Niemcy    | 22:25 | 25:23 | 15:25 | 25:22 | 15:13 | 3500   | 52 |

### Mecze o miejsca 13-16
| Data  | Godz. | Drużyna 1 | Wynik | Drużyna 2 | 1     | 2     | 3     | 4     | 5     | Widzów | *  |
| ----- | ----- | --------- | ----- | --------- | ----- | ----- | ----- | ----- | ----- | ------ | -- |
| 22.08 | 14:30 | Chile     | 2:3   | Meksyk    | 25:23 | 25:16 | 23:25 | 14:25 | 12:15 | 300    | 68 |
| 22.08 | 16:30 | Niemcy    | 3:0   | Japonia   | 25:16 | 25:21 | 28:26 |       |       | 2500   | 66 |

### Mecze o miejsca 9-12
| Data  | Godz. | Drużyna 1 | Wynik | Drużyna 2 | 1     | 2     | 3     | 4     | 5     | Widzów | *  |
| ----- | ----- | --------- | ----- | --------- | ----- | ----- | ----- | ----- | ----- | ------ | -- |
| 22.08 | 19:00 | Kuba      | 3:2   | Bułgaria  | 16:25 | 21:25 | 25:20 | 28:26 | 15:12 | 1500   | 64 |
| 22.08 | 21:00 | Francja   | 2:3   | Turcja    | 16:25 | 25:21 | 25:21 | 22:25 | 12:15 | 1200   | 62 |

### Mecz o 15 miejsce
| Data  | Godz. | Drużyna 1 | Wynik | Drużyna 2 | 1     | 2     | 3     | 4 | 5 | Widzów | *  |
| ----- | ----- | --------- | ----- | --------- | ----- | ----- | ----- | - | - | ------ | -- |
| 23.08 | 10:00 | Japonia   | 3:0   | Chile     | 25:22 | 25:23 | 25:19 |   |   | 150    | 71 |

### Mecz o 13 miejsce
| Data  | Godz. | Drużyna 1 | Wynik | Drużyna 2 | 1     | 2     | 3     | 4     | 5 | Widzów | *  |
| ----- | ----- | --------- | ----- | --------- | ----- | ----- | ----- | ----- | - | ------ | -- |
| 23.08 | 12:30 | Niemcy    | 3:1   | Meksyk    | 26:28 | 25:18 | 25:15 | 25:20 |   | 150    | 72 |

### Mecz o 11 miejsce
| Data  | Godz. | Drużyna 1 | Wynik | Drużyna 2 | 1     | 2     | 3     | 4     | 5     | Widzów | *  |
| ----- | ----- | --------- | ----- | --------- | ----- | ----- | ----- | ----- | ----- | ------ | -- |
| 23.08 | 15:00 | Francja   | 3:2   | Bułgaria  | 29:27 | 23:25 | 25:20 | 20:25 | 15:11 | 250    | 73 |

### Mecz o 9 miejsce
| Data  | Godz. | Drużyna 1 | Wynik | Drużyna 2 | 1     | 2     | 3     | 4 | 5 | Widzów | *  |
| ----- | ----- | --------- | ----- | --------- | ----- | ----- | ----- | - | - | ------ | -- |
| 23.08 | 17:30 | Kuba      | 0:3   | Turcja    | 11:25 | 33:35 | 24:26 |   |   | 150    | 74 |

### Ćwierćfinały
| Data  | Godz. | Drużyna 1 | Wynik | Drużyna 2         | 1     | 2     | 3     | 4     | 5     | Widzów | *  |
| ----- | ----- | --------- | ----- | ----------------- | ----- | ----- | ----- | ----- | ----- | ------ | -- |
| 21.08 | 14:30 | Rosja     | 3:0   | Stany Zjednoczone | 25:22 | 25:20 | 25:23 |       |       | 700    | 57 |
| 21.08 | 16:45 | Włochy    | 2:3   | Iran              | 25:17 | 25:22 | 20:25 | 20:25 | 11:15 | 1200   | 51 |
| 21.08 | 19:45 | Chiny     | 0:3   | Polska            | 19:25 | 17:25 | 22:25 |       |       | 3000   | 53 |
| 21.08 | 21:45 | Brazylia  | 1:3   | Argentyna         | 24:26 | 25:21 | 22:25 | 20:25 |       | 3900   | 55 |

### Mecze o miejsca 5-8
| Data  | Godz. | Drużyna 1 | Wynik | Drużyna 2         | 1     | 2     | 3     | 4     | 5     | Widzów | *  |
| ----- | ----- | --------- | ----- | ----------------- | ----- | ----- | ----- | ----- | ----- | ------ | -- |
| 22.08 | 14:30 | Włochy    | 3:0   | Chiny             | 25:16 | 25:17 | 26:24 |       |       | 200    | 65 |
| 22.08 | 19:00 | Brazylia  | 3:2   | Stany Zjednoczone | 25:21 | 22:25 | 25:22 | 15:25 | 15:10 | 2500   | 67 |

### Mecz o 7 miejsce
| Data  | Godz. | Drużyna 1 | Wynik | Drużyna 2         | 1     | 2     | 3     | 4 | 5 | Widzów | *  |
| ----- | ----- | --------- | ----- | ----------------- | ----- | ----- | ----- | - | - | ------ | -- |
| 23.08 | 11:00 | Chiny     | 0:3   | Stany Zjednoczone | 21:25 | 23:25 | 15:25 |   |   | 100    | 75 |

### Mecz o 5 miejsce
| Data  | Godz. | Drużyna 1 | Wynik | Drużyna 2 | 1     | 2     | 3     | 4 | 5 | Widzów | *  |
| ----- | ----- | --------- | ----- | --------- | ----- | ----- | ----- | - | - | ------ | -- |
| 23.08 | 14:30 | Włochy    | 3:0   | Brazylia  | 25:20 | 25:22 | 25:21 |   |   | 500    | 76 |

### Półfinały
| Data  | Godz. | Drużyna 1 | Wynik | Drużyna 2 | 1     | 2     | 3     | 4     | 5     | Widzów | *  |
| ----- | ----- | --------- | ----- | --------- | ----- | ----- | ----- | ----- | ----- | ------ | -- |
| 22.08 | 16:30 | Iran      | 1:3   | Polska    | 25:18 | 21:25 | 20:25 | 22:25 |       | 500    | 61 |
| 22.08 | 21:00 | Argentyna | 3:2   | Rosja     | 25:22 | 20:25 | 23:25 | 25:21 | 15:11 | 2500   | 63 |

### Mecz o 3 miejsce
| Data  | Godz. | Drużyna 1 | Wynik | Drużyna 2 | 1     | 2     | 3     | 4     | 5 | Widzów | *  |
| ----- | ----- | --------- | ----- | --------- | ----- | ----- | ----- | ----- | - | ------ | -- |
| 23.08 | 17:00 | Iran      | 3:1   | Rosja     | 25:17 | 26:28 | 25:16 | 25:23 |   | 2500   | 77 |

### Finał
| Data  | Godz. | Drużyna 1 | Wynik | Drużyna 2 | 1     | 2     | 3     | 4     | 5    | Widzów | *  |
| ----- | ----- | --------- | ----- | --------- | ----- | ----- | ----- | ----- | ---- | ------ | -- |
| 23.08 | 19:00 | Polska    | 3:2   | Argentyna | 22:25 | 25:23 | 28:30 | 25:18 | 15:7 | 2500   | 78 |

## Klasyfikacja końcowa
| Miejsce | Reprezentacja     |
| ------- | ----------------- |
| złoto   | Polska            |
| srebro  | Argentyna         |
| brąz    | Iran              |
| 4.      | Rosja             |
| 5.      | Włochy            |
| 6.      | Brazylia          |
| 7.      | Stany Zjednoczone |
| 8.      | Chiny             |
| 9.      | Turcja            |
| 10.     | Kuba              |
| 11.     | Francja           |
| 12.     | Bułgaria          |
| 13.     | Niemcy            |
| 14.     | Meksyk            |
| 15.     | Japonia           |
| 16.     | Chile             |
| 17.     | Belgia            |
| 18.     | Chińskie Tajpej   |
| 19.     | Portoryko         |
| 20.     | Egipt             |

## Nagrody indywidualne
|  | - MVP Bartosz Kwolek - Najlepszy rozgrywający Kamil Droszyński - Najlepsi przyjmujący Kaio Ribeiro Jan Martínez Franchi | - Najlepsi środkowi Scott Stadick Aljasghar Modżarad - Najlepszy atakujący Dmitrij Jakowlew - Najlepszy libero Alexandre Figueiredo |